# 4 Korpus (austro-węgierski)

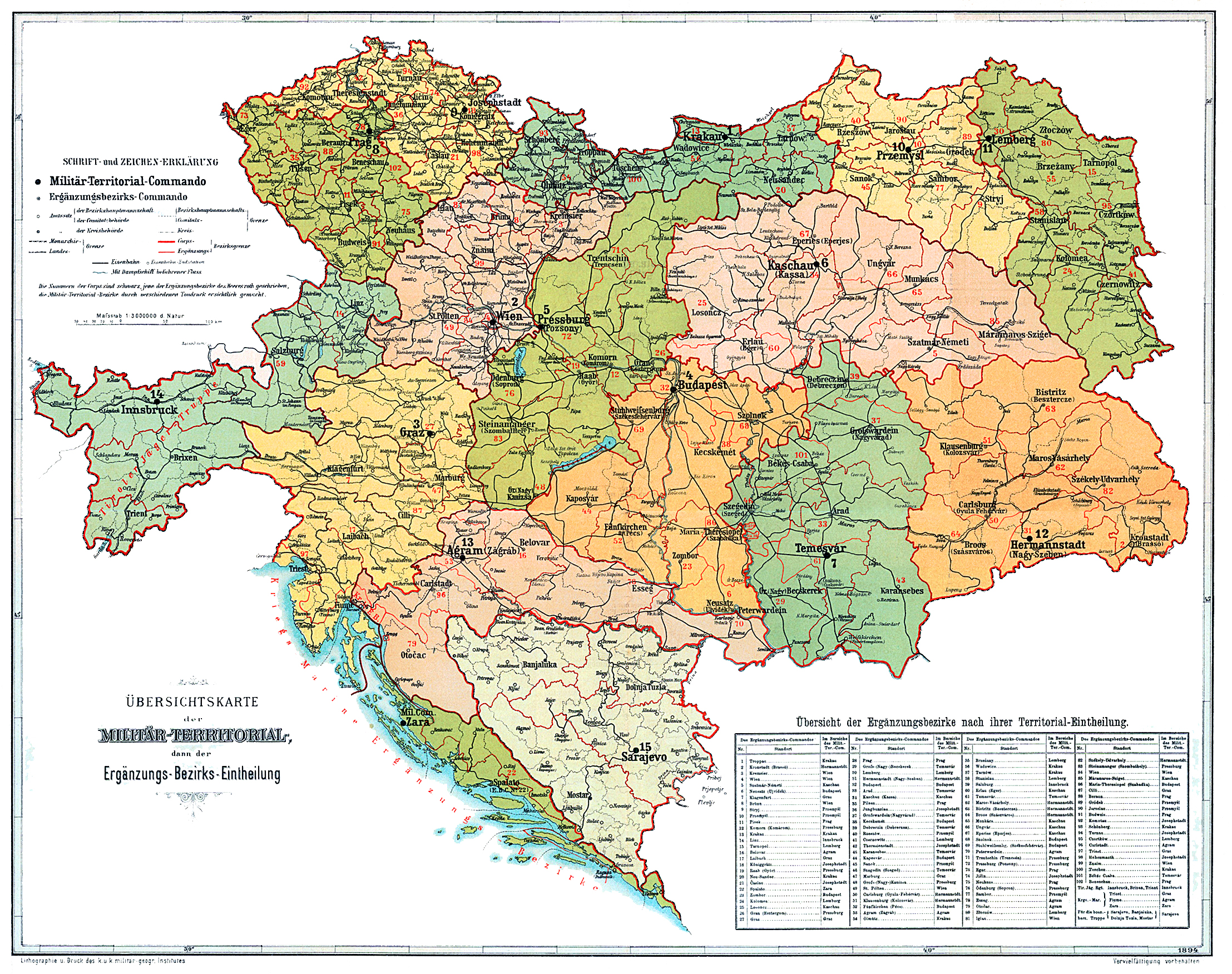
Wojskowy podział terytorialny Monarchii Austro-Węgier w 1894

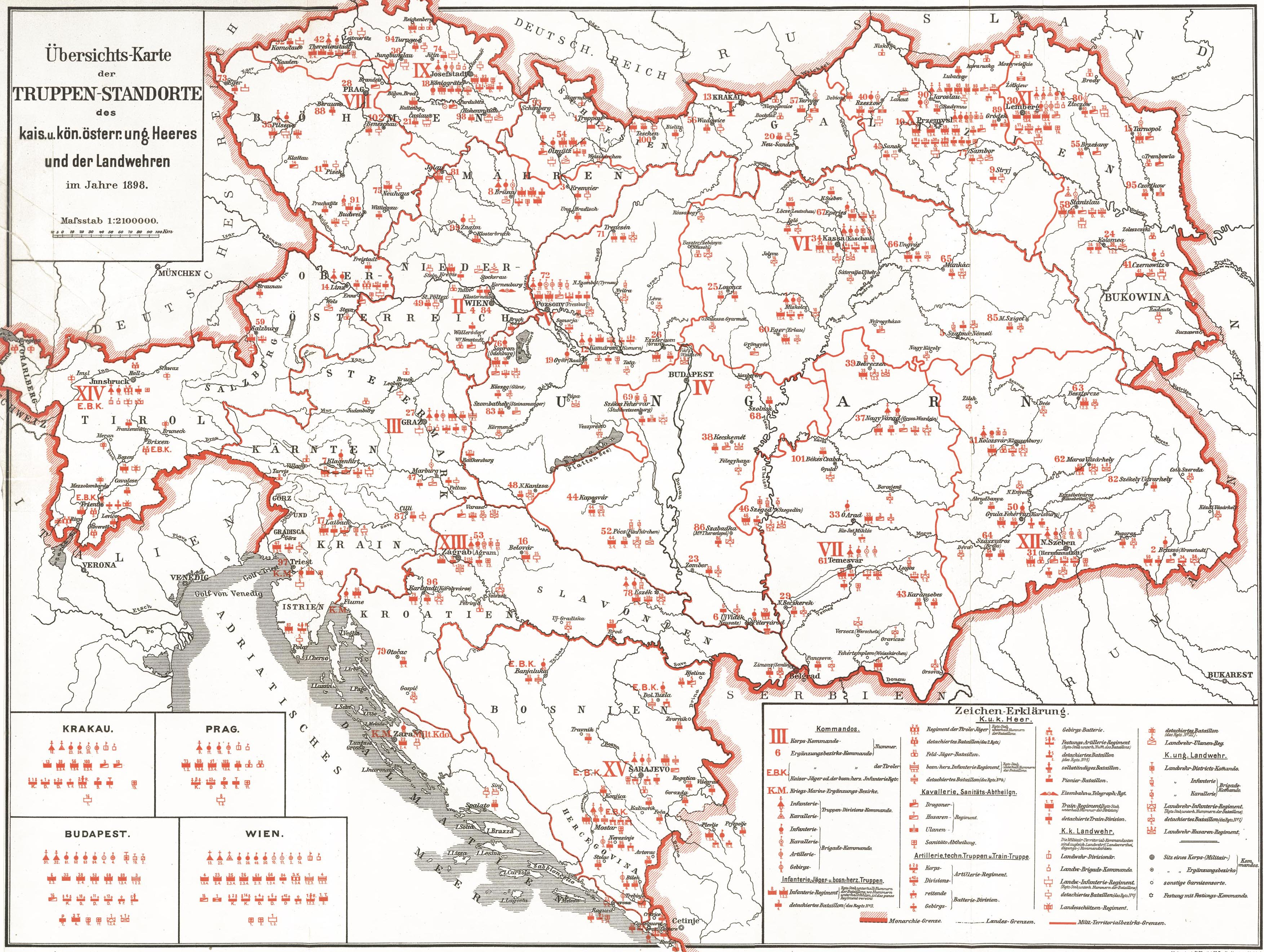
Dyslokalizacja sił zbrojnych Monarchii Austro-Węgier w styczniu 1898

4 Korpus – wyższy związek taktyczny cesarskiej i królewskiej Armii z dowództwem w Budapieszcie.

## Skład i obsada personalna w sierpniu 1914
W 1914 jego dowódcą był generał Karl Tersztyánszky von Nádas, zaś szefem sztabu - płk. Adalbert Dáni von Gyarmata.
- 31 Dywizja Piechoty (31. ID): FML Erzherzog  Joseph 
  - 61 Brygada Piechoty  (61. IBrig.):  GM. Aurel von  le Beau,
  - 62 Brygada Piechoty (62. IBrig.):  GM. Blasius Dáni von Gyarmata
  - 31 Brygada Artylerii Polowej (31. FABrig.): GM. Adalbert von Felix
- 32 Dywizja Piechoty (32. ID): FML Andreas Fail-Greissler
  - 63 Brygada Piechoty  (63. IBrig.): GM. Eugen von Podhoránszky
  - 64 Brygada Piechoty  (64. IBrig.): GM. Gustav Mallász
  - 32 Brygada Artylerii Polowej (32. FABrig.):  płk. August Kreyčy